# 滋賀県道198号安土停車場桑実寺本堂線
滋賀県道198号安土停車場桑実寺本堂線（しがけんどう198ごう あづちていしゃじょうくわのみじほんどうせん）は、滋賀県近江八幡市を通る一般県道である。

## 概要
近江八幡市安土町上豊浦から近江八幡市安土町桑実寺に至る。
西国三十三所霊場のひとつ観音正寺へは、林道が整備され、近くまで車で登れるようになっている。

### 路線データ
- 起点：近江八幡市安土町上豊浦（JR西日本東海道本線 安土駅前）
- 終点：近江八幡市安土町桑実寺（滋賀県道600号近江八幡安土能登川自転車道線上、織山林道起点）
- 総延長：1.9 km

## 路線状況

### 重複区間
- 滋賀県道600号近江八幡安土能登川自転車道線（近江八幡市安土町上豊浦・加賀団地口交差点 - 近江八幡市安土町桑実寺（終点））

## 地理

### 通過する自治体
- 近江八幡市

### 交差する道路
| 交差する道路                                                                                          | 交差する場所 | 交差する場所     |
| --- | ------------ | ---------------- |
| 滋賀県道201号安土西生来線 滋賀県道600号近江八幡安土能登川自転車道線 / びわ湖よし笛ロード 重複区間起点 | 安土町上豊浦 | 加賀団地口交差点 |
| 滋賀県道600号近江八幡安土能登川自転車道線 / びわ湖よし笛ロード 重複区間終点 織山林道                  | 安土町桑実寺 | 終点             |

### 沿線
- JR西日本東海道本線 安土駅
- 安土城郭資料館
- 若宮神社
- 瓢箪山古墳
- 文芸の郷公園
- 安土城天主信長の館
- 滋賀県立安土城考古博物館
- 正寿院
- 観音正寺
- 観音寺城跡